# Guarará
Guarará là một đô thị thuộc bang Minas Gerais, Brasil. Đô thị này có diện tích 88,589 km², dân số năm 2007 là 4017 người, mật độ 50 người/km².